# 速川治郎
速川 治郎（はやかわ じろう、1928年3月 - ）は、日本の哲学研究者。早稲田大学名誉教授。

## 来歴
群馬県群馬郡豊秋村（現・渋川市）生まれ。
1945年3月、群馬県立前橋工業学校（群馬県立前橋工業高等学校の前身）建築科卒。1948年、運輸省立三島鉄道教習所専門部建設土木科卒、運輸省施設局企画課入省。1951年、国鉄東京鉄道管理局品川客車区（夜間勤務）。
1955年、早稲田大学第一文学部西洋哲学科卒。1960年、同大学院博士課程満期退学。1962年、早稲田大学高等学院教諭（ドイツ語）。1972年、早稲田大学社会科学部専任講師となり、1973年に助教授、1978年に教授。1998年、定年退職、名誉教授。
この間1978年から1979年、デュッセルドルフ大学哲学研究所客員教授。
1994年、「科学理論におけるヘーゲル大論理学批判」で早稲田大学博士（文学）。

## 著書
- 『フランクフルト学派の論理』（世界書院、ぷろぱあ叢書） 1986
- 『反照論理学 社会科学基礎論』（北樹出版） 1994
- 『一般科学の方法論』（成文堂、学際レクチャーシリーズ） 1995
- 『科学理論におけるヘーゲル大論理学批判』（青山社） 1996
- 『ヘーゲル精神科学とわれわれ』（北樹出版） 1998
- 『人-間の論理 ミッシュに寄せながら』（北樹出版） 2005

## 翻訳
- 『科学哲学』（ジョン・ホスパーズ、遠藤弘, 中田勉共訳、法政大学出版局、分析哲学入門 3） 1971